# 反物質
反物質（、英: antimatter）は、ある物質と比して質量とスピンが全く同じで、構成する素粒子の電荷などが全く逆の性質を持つ反粒子によって組成される物質。例えば、電子はマイナスの電荷を持つが、反電子（いわゆる陽電子）はプラスの電荷を持つ。中性子と反中性子は電荷を持たないが、中性子はクォーク、反中性子は反クォークから構成されている。

## 歴史
1928年、物理学者のポール・ディラックは電子の相対論的な量子力学を記述するディラック方程式を導いたが、この方程式から導かれる負エネルギー状態の電子の解釈について悩んでいた。負エネルギー状態の電子は質量が負であるため、引っ張るとそれと反対向きに動こうとする奇妙な性質を持つ。この性質がロバに似ていることから「ロバ電子」 (donkey electron) という名前がつけられた。
1930年、ディラックは、真空がロバ電子で満たされており、その中の泡に相当する空孔 (hole) が負エネルギー電子になるだろうという着想を得て、空孔理論 (hole theory) を提出した。この理論によると、負エネルギー状態の電子はあたかも正の電荷を持った電子（陽電子）のように振舞うはずであった。しかし、ディラックは、陽電子が当時発見されていなかったことから、負エネルギー状態の電子は正電荷を持つ陽子に対応しているというアイディアを推し進め、なぜ陽子が電子の質量と大きく異なっているかについては未解決の問題としてしまった。この点はディラックの間違いであり、この論文が公表された直後に他の研究者によって指摘されたが、ディラックによれば「数学上の対称性から空孔は電子と同じ質量を持つ粒子であるべきである」ときわめてはっきり言明したのはヘルマン・ワイルであった。
1932年、宇宙線の研究をしていた物理学者のアンダーソンにより正の電荷を持つ電子、すなわち陽電子が発見される。
1955年、物理学者のセグレとチェンバレンにより、前年に建設された粒子加速器ベヴァトロンを用いて反陽子が発見される。この実験では反中性子も発見されている。
1995年、欧州原子核研究機構(CERN)とドイツの研究チームにおいて、陽電子と反陽子からなる「反水素」が生成された事が分かり、翌年1月に発表。
2002年 欧州原子核研究機構で日本を含む国際共同研究実験グループにおいて、反水素の5万個ほどの大量生成に成功。
2010年11月 欧州原子核研究機構で日本を含む国際共同研究実験グループにおいて、反水素原子38個を磁気瓶に閉じ込めることに成功（反水素原子の存続時間は0.2秒間）。
2011年1月10日、NASAのガンマ線天文衛星「フェルミ」は2009年12月にエジプト上空を飛行中に特徴的なガンマ線を検出しており、NASAの分析によればこれが南に4500キロ離れたザンビアで発生した雷によって生成された反物質の一種であり、衛星自身を構成している物質の電子と衝突、対消滅した際に生成されたガンマ線であったことを発表した。ただし、この時点では雷から直接反物質を検出したわけではなく、推論に基づくものだった。
2011年4月、米ブルックヘブン研究所(BNL)の実験により、これまでで最も重い反物質である「反ヘリウム原子核」が合成された。10億回の金原子核の衝突によって生じた5000億個の荷電粒子の軌跡を調べたところ、その中で18個が、反ヘリウム原子核と思われる軌跡であった。これ以上重い反原子核は、何らかの偶然を除けば、生成確率が非常に低いため、人類が手にすることの出来る最も重い反物質であると思われる。
2011年6月、欧州原子核研究機構で日本の理化学研究所や東京大学含む日米欧などの国際共同研究実験グループにおいて、反水素原子を1000秒以上閉じ込めることに7回成功。装置は前回と同様の物を用いた。
2017年11月には、雷によって空気中で反物質が生成され、対消滅を起こしている事が日本で報道された。対消滅ガンマ線を検出した事が証拠とされた。
2023年9月、通常の物質と同様に、反物質も重力によって落下することが国際研究グループによって確認された。以前は反物質には反重力が働くのではないかとの推論も一部にあったが、この研究により反重力は存在しないことが証明されたとしている。

## 性質
物質と反物質が衝突すると対消滅を起こし、質量がエネルギーとなって放出される。これは反応前の物質・反物質そのものが完全になくなってしまい、消滅したそれらの質量に相当するエネルギーがそこに残るということである 。1gの質量は約 9×1013（90兆）ジュール のエネルギーに相当する。ただし 発生するニュートリノが一部のエネルギーを持ち去るため、反物質の対消滅で発生するエネルギーのうち光子などの比較的検出しやすい粒子に与えられるエネルギーは、これより少なくなると言われる。
反物質は自然界には殆ど存在せず、人工的に作る方法でなければ得ることがかなり難しい。非常に高いエネルギーを持つ粒子どうしを衝突させると、多くの粒子が新たに生成されることは既に知られているが、これは、粒子が衝突前に持っていたエネルギーがそれに相当する質量に変わるためである。物質と反物質の衝突とは逆の事が起きていることになるので、それによって生成される粒子の中に反粒子が実際に含まれている。そのため現在では、人工的に高エネルギーの粒子を、粒子加速器という非常に巨大な装置を使って作り出し、それらを衝突させて反粒子を作りだし捕獲することで反粒子を得ている。

## 反物質の消滅
| なぜ、我々の宇宙には反物質ではなく、物質だけが存在するのか。 |

反物質がどうして我々の住む宇宙では殆ど存在していないのかは、長い間、物理学の大きな疑問の一つであったが、最近その疑問への回答が部分的ではあるが得られつつある。初期宇宙においての超高温のカオス状態の中で、クォークから陽子や中性子が出来、中間子が生まれ、それぞれの反粒子との衝突で光子（電磁波・ガンマ線）に変換されたり再び対生成されていた頃にすべては起こったと考えられている。
従来、物質と反物質は鏡のように性質が逆なだけでその寿命は全く同じだと考えられてきた（CP対称性）。だが近年、粒子群の中で「物質と反物質の寿命がほんの少しだけ違う」というものが出てきた。最初はK中間子と反K中間子である。そして、B中間子も反B中間子とでは明確に寿命が違うことが確認された。日本の高エネルギー加速器研究機構のBelle検出器による発見である。「反物質の寿命がわずかに短かった」（CP対称性の破れ）。これにより、初期宇宙の混沌の一瞬の間の「物質と反物質の対生成と対消滅」において、ほんのわずかな可能性だが反物質だけが消滅し物質だけが取り残されるケースがあり、無限に近いほどの回数の生成・消滅の果てに、「やがて宇宙は物質だけで構成されるようになった」と説明できる。もちろん多種さまざまな粒子群の中のわずか2つの事例であるが、他の粒子での同様の現象の発見やそもそもの寿命のずれの発生機序が解明されれば、この謎は遠からずすべてが解明されると期待されている。

## 将来の利用法
反物質は粒子加速器を使う核融合実験の際に微量ずつ発生し、次の瞬間には対消滅で消え去っている事が観測データから確認されている。しかし自然界においては石油やウランなどと異なりほとんど存在していないため、反物質を得るには一から生成する必要がある。
ただし、反物質を生成するために必要なエネルギーは反物質を燃料として消費するときに得られるエネルギーよりも大きいため、純粋な燃料用途としては結局は損をする。これは、水素を燃料として使うために水を電気分解した後、再び燃料電池として電気に戻して消費するサイクルに似ている。ただ、エネルギー密度だけを考えれば非常に高密度であるので遠い将来の宇宙開発のような特殊な用途での利用が想像されている。反物質は物質に触れると爆発的な対消滅を起こすので貯蔵や取り扱いには工夫が必要になる。
反物質は、周囲の物質と対消滅を行うことにより自身の質量の200%をエネルギーに転換できるので、宇宙開発上課題となっている燃料の質量を劇的に軽量化できる。NASAは反物質動力の推進機関に関心を示している。宇宙機のエンジンとして比べれば、核分裂では核燃料の質量のおよそ千分の一、核融合ではおよそ百分の一がエネルギーに転換されるのに対し、反物質を燃料として使えばその大部分がエネルギーに転換される。例えば100kgの深宇宙探査機を50年間加速させるのに必要な反物質燃料は100μgで良い。一方、化学燃料によって得るエネルギーはその質量のおよそ一億分の一相当にすぎず、1グラムの反物質の対消滅によるエネルギーは、スペースシャトルの外部燃料タンク23個分に相当する。

## 反物質を扱った作品

### 映画
- 『天使と悪魔 (映画)』 - バチカンを狙った反物質の爆破装置が登場する。
- 『アバター (2009年の映画)』 - 地球から4.4光年離れたアルファ・ケンタウリ系惑星への移動手段として、反物質推進で光速の70%の速度まで加速する宇宙船「ISV ベンチャースター」が登場する。

### ドラマ
- 『スタートレック』 - 反物質を装填した兵器「光子魚雷」が普及している。

### 小説
- 『星界の紋章』シリーズ（森岡浩之） - 劇中世界では反物質動力が動力源として普及している。
- 『白亜期往事』（劉慈欣）- 反物質の対消滅を利用した兵器が登場する。

### 漫画
- 『2001夜物語』（星野之宣） - 21世紀初頭に海王星軌道のはるか外側で発見された新惑星ルシファー（魔王星）は、太陽に拮抗しうる質量を備えた反物質星であった。
- 『砲神エグザクソン』（園田健一） - 主人公が操る巨大人型兵器は反物質ジェネレータ「ＸＸＸユニット」を搭載。
- 『ARMS』（皆川亮二×七月鏡一） - 主人公に移植されたＡＲＭＳ「ジャバウォック」は反物質生成能力を持つ。
- 『銃夢 LastOrder』（木城ゆきと） - 最強の空手使いと呼ばれる登場人物が反物質を込めた拳「屠竜破骨」を使う。
- 『超人ロック』（聖悠紀） - 劇中世界では反物質を燃料とした「反応炉」が動力源として普及している。反物質を装填したミサイルも登場する。

### アニメ
- 『さらば宇宙戦艦ヤマト 愛の戦士たち』 - 反物質世界の人物が登場する。
- 『トップをねらえ!』 - 名称のみだが「反物質機雷」という兵器が登場する。
- 『新世紀エヴァンゲリオン』 - 電子と陽電子の対消滅時に発生するエネルギーを利用した「陽電子砲(ポジトロンライフル)」という兵器がアニメ版第六話にて登場する。
- 『ガンダム Gのレコンギスタ』 - G-セルフ（パーフェクトパック）が使用する「フォトン・トルピード」という反物質を閉じ込めた結晶体を散布する兵器がある。

### 特撮
- 『ウルトラマンガイア』 - 身体が反物質で構成された怪獣「アンチマター」が登場する。

### ゲーム
- 『DEATH STRANDING』に登場する「BT」と呼ばれる敵は身体が反物質によって構成されている。また、配送荷物の中に「反物質爆弾」という兵器が存在する。
- 『Antimatter dimensions』- 反物質を作るゲーム
- 『ゼノブレイド3』 過去作品の1と2の世界の関係が、正と負、同じ姿でありながら相反する性質を持った2つの世界だと説明され、構成する粒子が違うため本来交わらないが、いずれ互いに引かれ合い、交わると膨大なエネルギーを発生させて対消滅し、後には光しか残らない、という反物質の特性を示している。